# Laguna de Gallocanta
Die Laguna de Gallocanta (aragonesisch: Lacuna de Gallocanta) ist einer der größten Seen Spaniens in der Autonomen Region Aragonien und eines der größten Überwinterungsgebiete des Europäischen Graukranichs.
Der Binnensee zeichnet sich niederschlagsabhängig durch einen stark schwankenden Wasserstand aus. Auf 995 Meter über Meereshöhe gelegen, erreicht er bis 7,7 km Länge, 2,8 km Breite und 1,5 m Tiefe, bei einer Fläche von gut 14 km²
Die abflusslose Senke befindet sich an der Grenze zur Provinz Saragossa nahe der Provinz Guadalajara zwischen den Sierras von Santa Cruz und Pardos im Norden, der Sierra Menera im Süden und der Sierra del Caldereros im Osten. Der namengebende Ort Gallocanta liegt am Nordende der Lagune.
Die rastenden Kraniche erreichten im Winter 2008/2009 eine Höchstzahl von 35.790. Die Lagune unterliegt seit 1995 der Ramsar-Konvention und ist zugleich ein nationales Naturschutzgebiet. Die Vögel finden Nahrung auf umliegenden Mais- und Sonnenblumenfeldern.
Die Laguna de Gallocanta gehört größtenteils zu den Gemeinden Gallocanta (Nordwesten) und Berrueco (Nordosten) sowie mit einem geringen Anteil auch Las Cuerlas (Südwesten) des Campo de Daroca, einer Comarca der Provinz Saragossa. Der südöstliche Teil jedoch gehört zur Gemeinde Bello, Comarca del Jiloca, Provinz Teruel.

## Bildergalerie

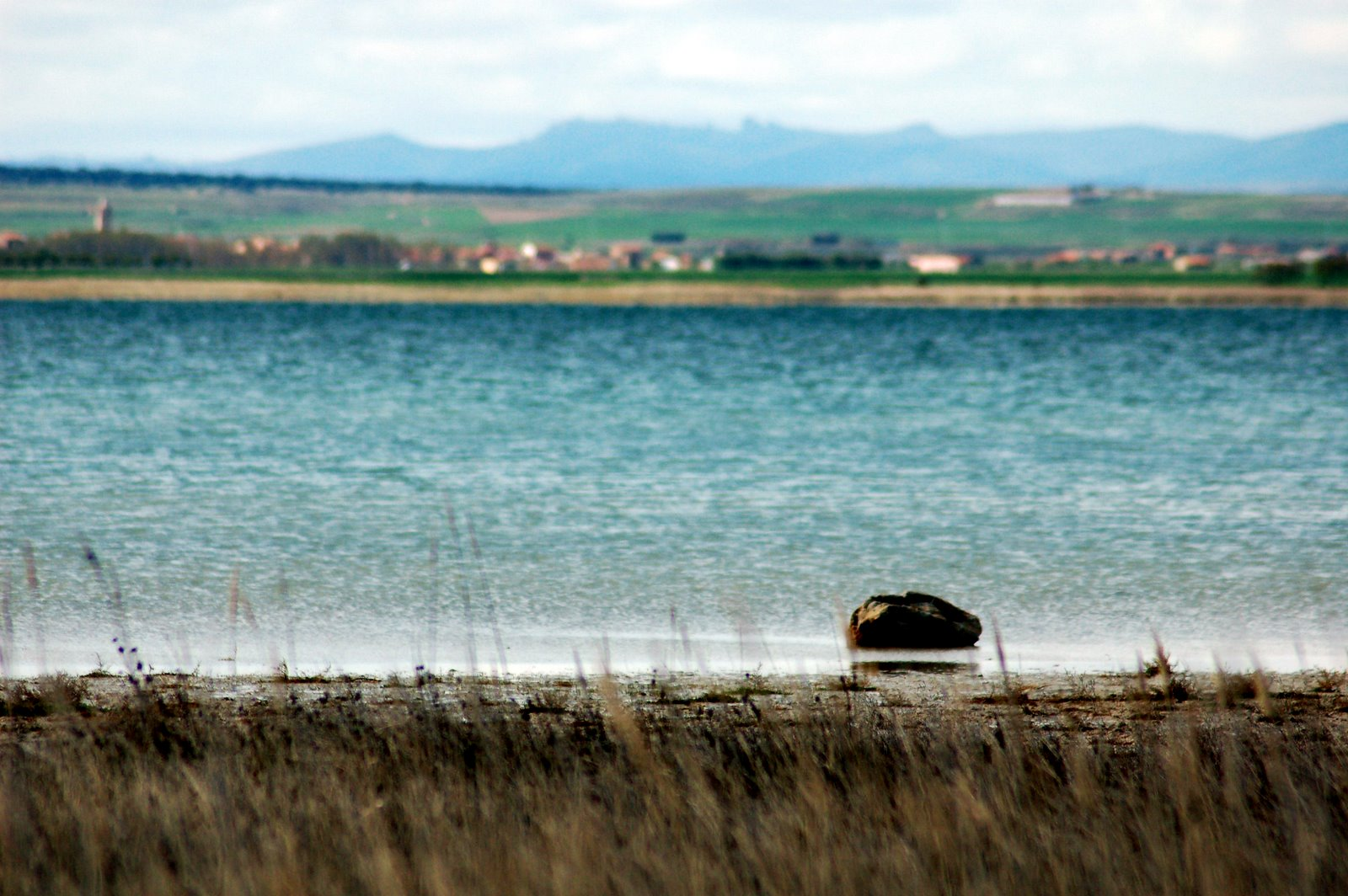
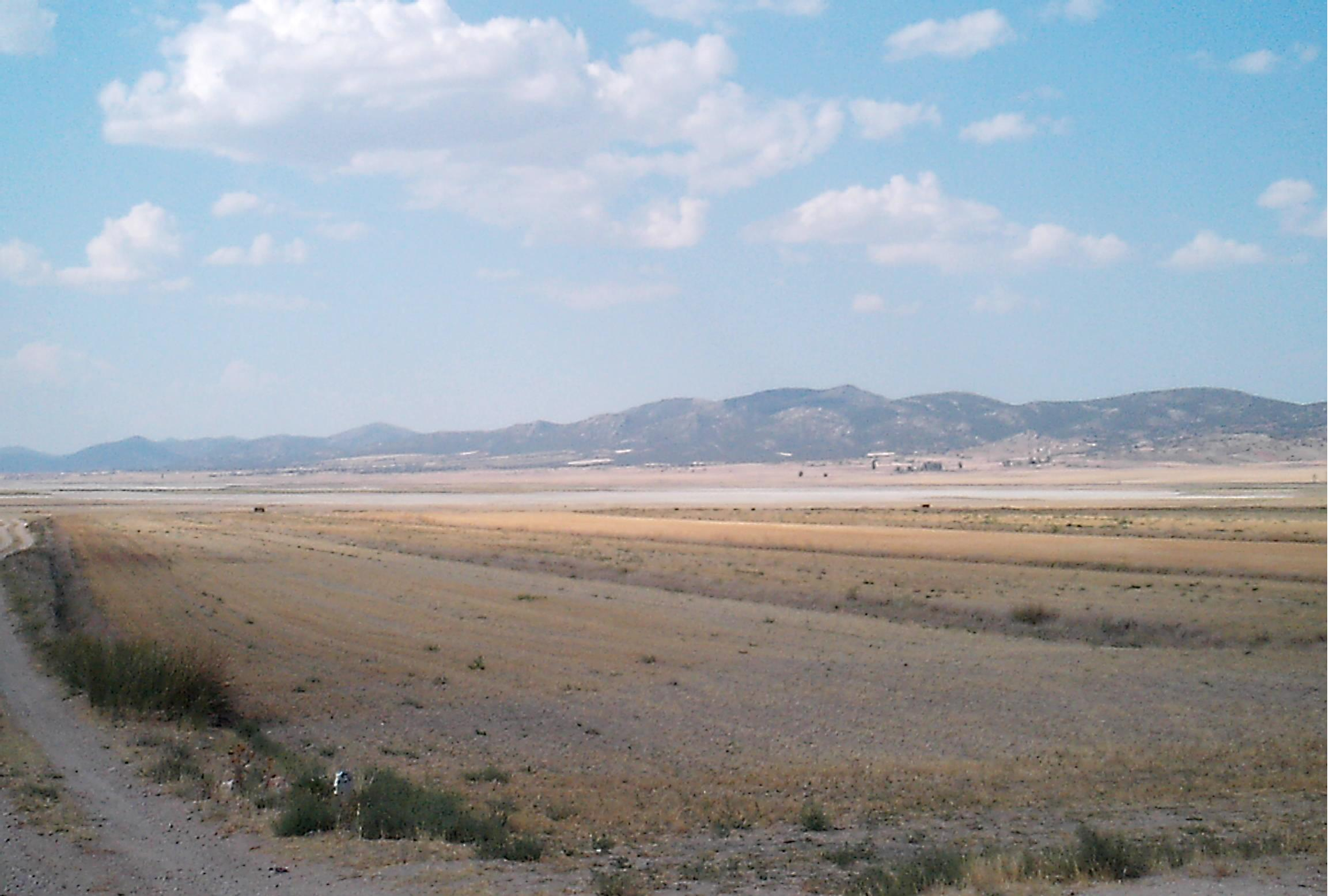
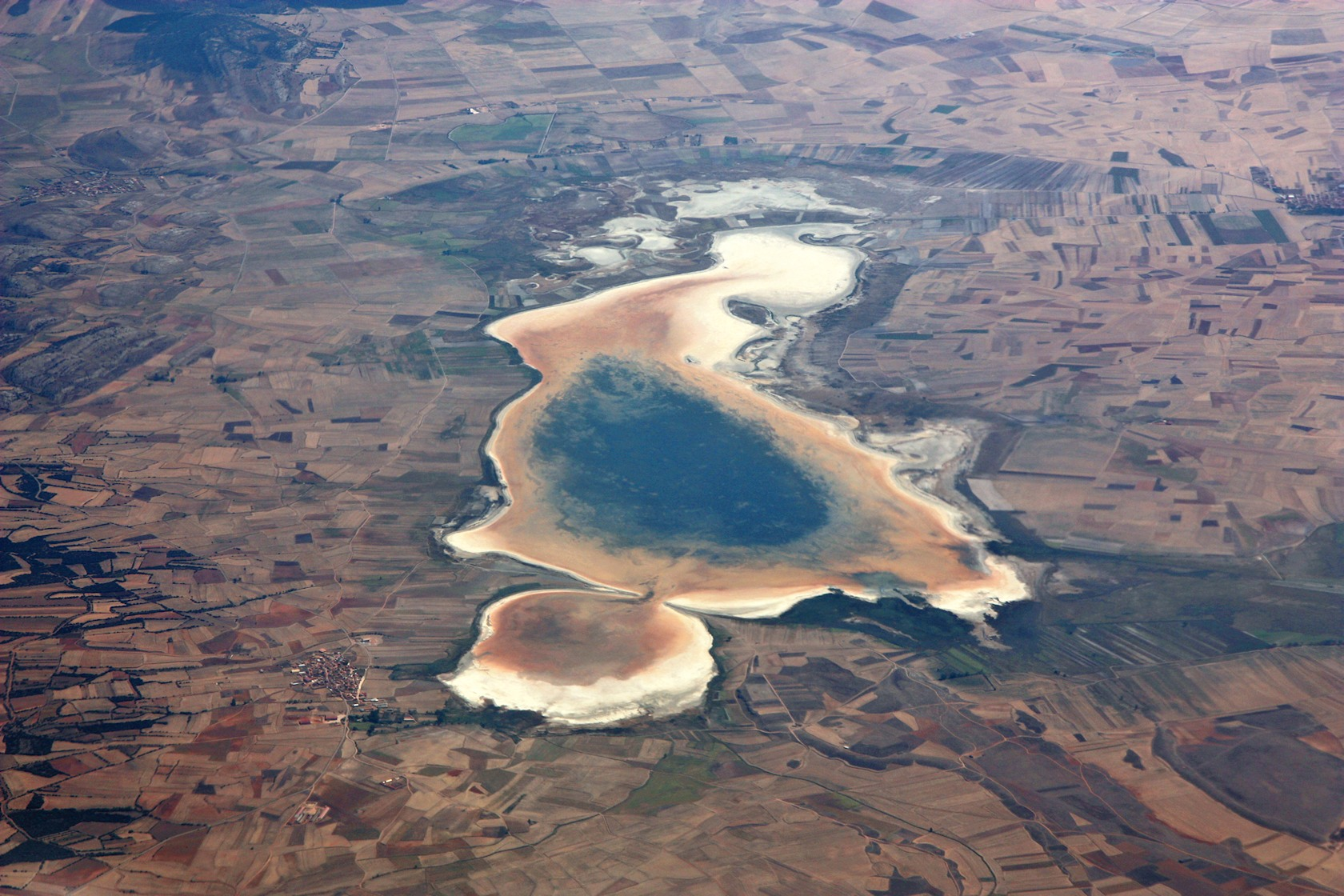